# Open Barletta 2001
L'Open Barletta 2001 è stato un torneo di tennis facente parte della categoria ATP Challenger Series nell'ambito dell'ATP Challenger Series 2001. Il torneo si è giocato a Barletta in Italia dal 26 marzo al 2 aprile 2001 su campi in terra rossa.

## Vincitori

### Singolare
Félix Mantilla ha battuto in finale  Markus Hipfl che si è ritirato sul punteggio di 6-3, 1-0

### Doppio
Germán Puentes /  Jairo Velasco, Jr. hanno battuto in finale  Tomas Behrend /  Michail Južnyj che si sono ritirati sul punteggio di 6-1, 1-0